# Soperton
Soperton è una città degli Stati Uniti d'America, situata in Georgia, nella Contea di Treutlen, della quale è il capoluogo.